# کوه بالارد (واشنگتن)
کوه بالارد (به انگلیسی: Mount Ballard) یک کوه در ایالات متحده آمریکا است که در شهرستان واتکام، واشینگتن واقع شده‌است. کوه بالارد ۲٬۵۴۲٫۰۶ متر بالاتر از سطح دریا واقع شده‌است.